# Mega Space
O Mega Space é um dos grandes centros de eventos do Brasil. Localizado no município de Santa Luzia, Minas Gerais, região metropolitana de Belo Horizonte. Possui mais de 500 mil m² e está preparado para receber até 200 mil pessoas.

## Circuito de velocidade
Em 2008 o Mega Space sediou pela primeira vez em Minas Gerais, uma etapa da Pick-Up Racing.
Em 2010 o circuito passou por obras de ampliação.

## Espaço musical
No Mega Space frequentemente são feitos eventos relacionados á música,e no local já passaram varias bandas de peso como Infected Mushroom, Fatboy Slim, Tiesto, além de diversos festivais de música eletrônica, como a Creamfields, Exxxperience, entre outros.
Mas também há espaço para bandas que estão saindo do forno,como o que aconteceu em maio de 2006. Foi feito um festival para escolher a melhor banda cover de Santa Luzia, e o prêmio ficou com a banda Folkbar, também esteve presente no festival a banda It´s only Rolling Stones que se apresentou nos dois dias. Micaretas e outros eventos de axé também são realizados no espaço. Já passaram por lá vários artistas, como Ivete Sangalo, Chiclete com Banana, Asa de Águia, Claudia Leitte e tambem a banda The Black Eyed Peas. O recorde de público do Mega Space é de um evento realizado pela Igreja Universal do Reino de Deus no dia 21 de abril de 2010, com um publico aproximado de 300 mil pessoas. No dia 02 de novembro de 2013 recebeu a etapa Belo Horizonte do Circuito Banco do Brasil, que teve apresentações de artistas como os Red Hot Chili Peppers, Yeah Yeah Yeahs e Jota Quest e um público estimado em 40 mil pessoas.

## Infra-estrutura
Sua infra-estrutura foi desenvolvida para receber eventos automobilísticos, como Campeonatos de Arrancada, Circuito de Velocidade, 4x4, Campeonatos de Motocross, Super Moto, Ciclismo etc.
- Área totalmente cercada.
- Espaço dividido em 3 plataformas independentes para realização de eventos diversos simultaneamente.
- Estacionamento com capacidade para mais de 5 mil veículos.
- Praça de alimentação e sanitários.
- Mais de 200 mil m² de área verde.
- Circuito de Velocidade com 2 600 m de pista.
- Pista oficial de arrancada com 303 m de reta.
- Heliponto.

## Traçados

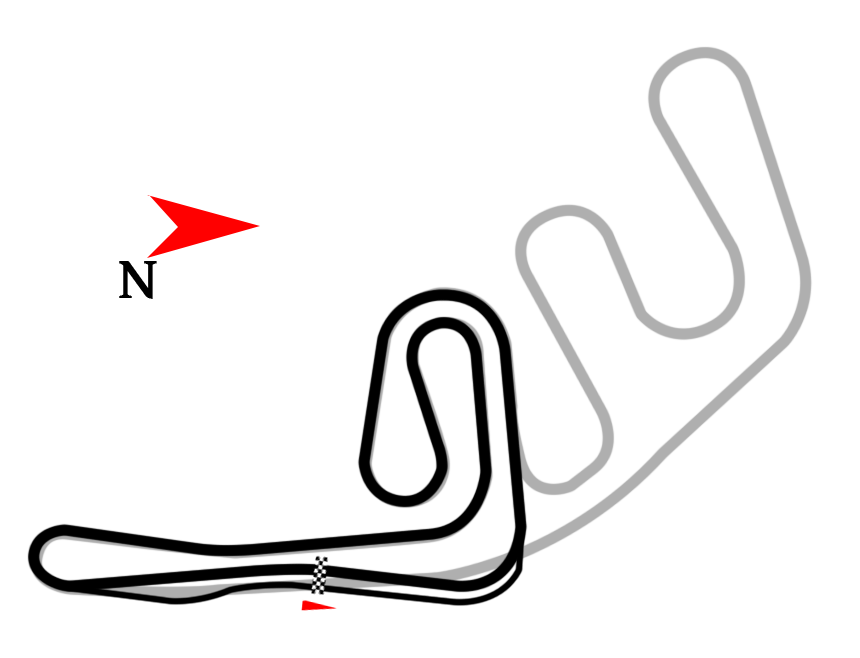
Traçado do circuito do Mega Space (2007-2011)
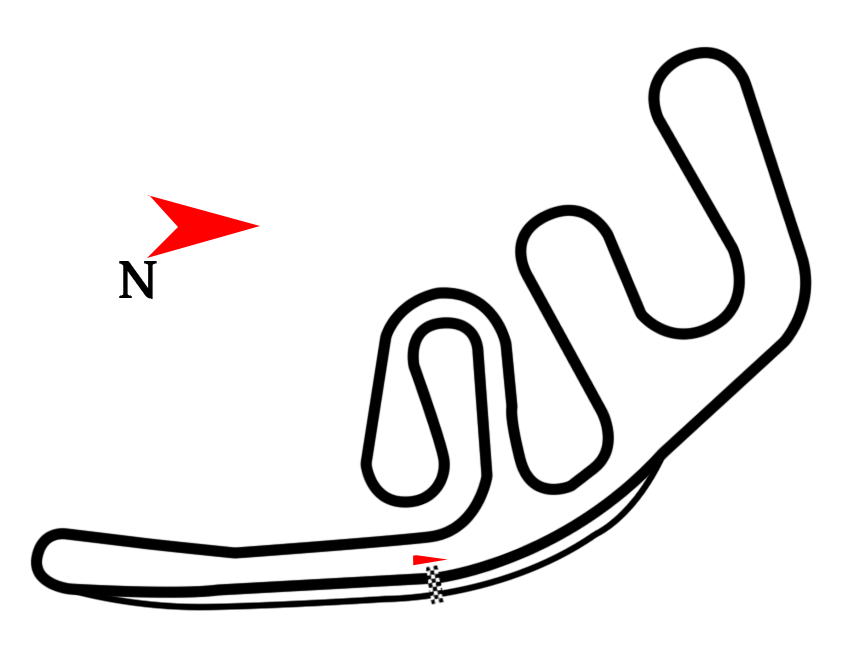
Traçado do circuito do Mega Space (2011-2023)
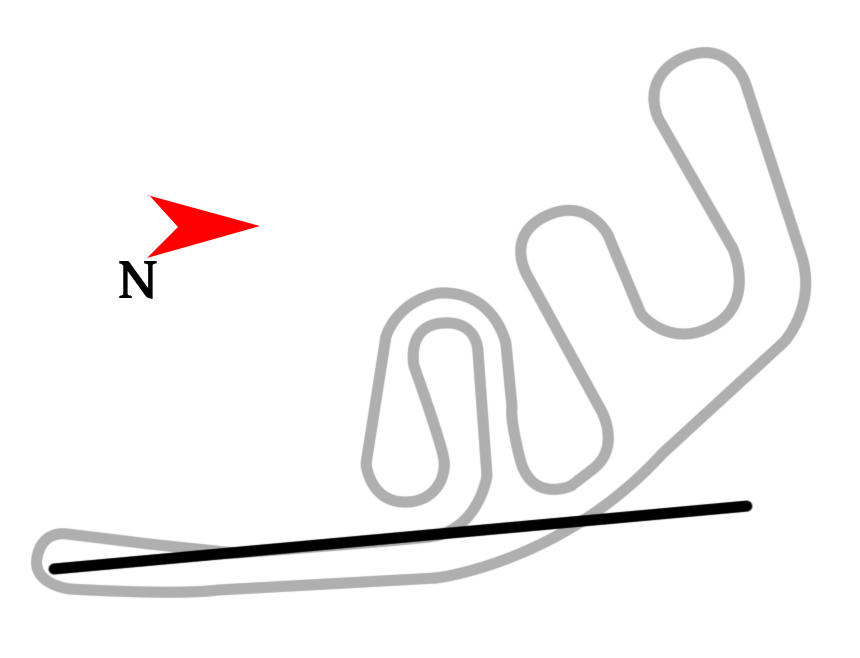
Traçado do circuito de arrancada do Mega Space